# Deeper Down
Deeper Down – singel brytyjskiego zespołu My Dying Bride wydany 18 września 2006 roku przez wytwórnię płytową Peaceville, promujący album A Line of Deathless Kings z tego samego roku.

## Lista utworów
| Nr | Tytuł utworu                  | Długość |
| -- | ----------------------------- | ------- |
| 1. | „Deeper Down” (Uberdoom edit) | 3:50    |
| 2. | „The Child of Eternity”       | 4:16    |
| 3. | „A Kiss to Remember” (Live)   | 7:22    |
|    |                               | 15:28   |

## Twórcy
- Aaron Stainthorpe – śpiew
- Adrian Jackson – gitara basowa
- Hamish Glencross – gitara
- Andrew Craighan – gitara
- Sarah Stanton – instrumenty klawiszowe
- John Bennett – perkusja
- Shaun Steels – perkusja w utworze 3